# Lingue basso-tedesche
La lingua basso-tedesca o basso-sassone (nome nativo: Plattdüütsch o Nedderdüütsch; in tedesco: Plattdeutsch o Niederdeutsch; in olandese: Nederduits) è una lingua parlata nel nord della Germania che appartiene alle lingue germaniche occidentali. 
Alla seconda metà del XX secolo può considerarsi quasi estinta, oppure sta per ridursi alla varietà di una minoranza sempre più limitata nelle regioni confinanti con il Mare del Nord. Pochissimi residui della varietà sono sopravvissuti nella parlata regionale. Persino la regione di Hannover, tradizionalmente da ascrivere al basso-tedesco, ha adottato lo standard dell'alto-tedesco, lingua ufficiale e maggioritaria in Germania.

## Descrizione

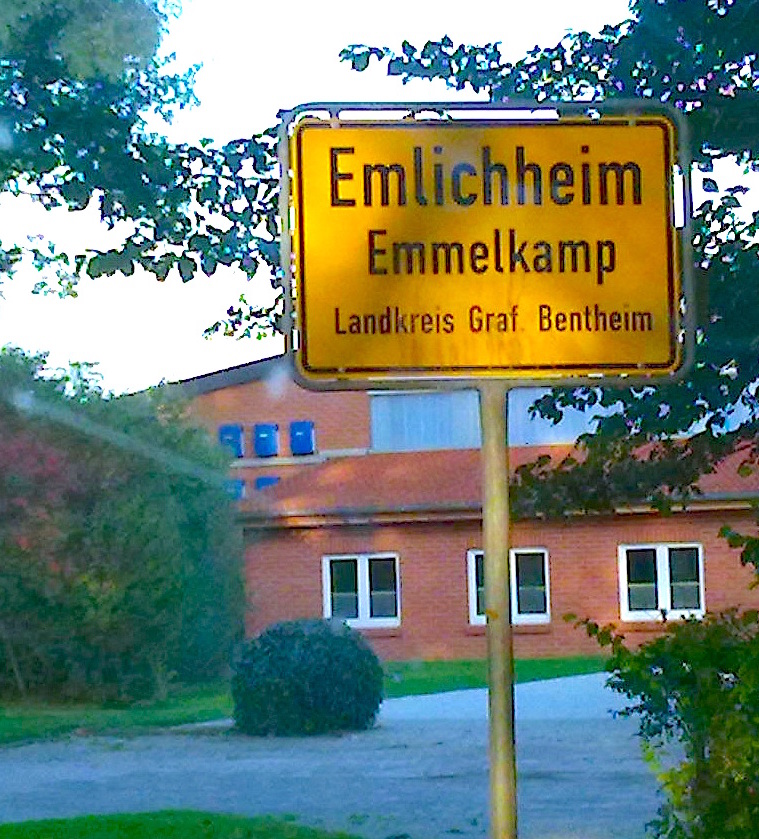
Questa città si chiama Emlichheim in alto-tedesco ed Emmelkamp in basso-tedesco

La lingua basso-tedesca si distingue dai dialetti alto-tedeschi (tedesco superiore e tedesco centrale), che costituiscono la base della lingua tedesca standard, in quanto (così come le altre lingue germaniche occidentali, ovvero nederlandese, inglese, frisone) non ha subìto la seconda rotazione consonantica nel VI secolo, ovvero il mutamento di alcune consonanti in determinate posizioni (es.: ted. Apfel "mela", ma: bted. Appel, cfr. nl. appel, ingl. apple; ted. Tag "giorno", ma bted. Dag, cfr. nl. dag, ingl. day; ted. Buch "libro", ma: bted. Book, cfr. nl. boek, ingl. book; ted. was "che cosa", ma bted. wat, cfr. nl. wat, ingl. what; ted. zehn "dieci", ma bted. teihn, cfr. nl. tien, ingl. ten; ecc.).
La lingua basso-tedesca è tutelata dal 1998 come lingua regionale dall'Unione europea.
La sua forma standard è normalmente considerata il dialetto basso sassone settentrionale.
La lingua basso-tedesco comprende i due principali ceppi di dialetti parlati nella Germania settentrionale, il basso-tedesco occidentale e il basso-tedesco orientale (vedi Dialetti della lingua tedesca). La lingua olandese, che ha seguito un proprio sviluppo, era originariamente una forma di dialetto basso-francone. Inoltre non rientra nel basso-tedesco, bensì nel basso-francone, il gruppo linguistico del basso-renano o mosa-renano, cui fanno parte vari dialetti del distretto di Düsseldorf (per esempio, il dialetto di Kleve e il berghese).
Il termine "basso-tedesco", in contrapposizione a quello con cui tecnicamente si designa la lingua tedesca standard, ovvero "alto-tedesco" (ted. Hochdeutsch), non è dispregiativo nei confronti di questa lingua a favore della seconda, ma significa semplicemente "il tedesco delle terre basse, pianeggianti", così come "alto-tedesco" non significa "la lingua tedesca dotta" o "il tedesco aulico", ma indica semplicemente la lingua parlata nelle "terre alte", ovvero montuose.
Le maggiori città della Germania dove la lingua basso-tedesca viene tradizionalmente parlata sono Amburgo, Dortmund, Essen, Brema, Hannover, Bochum, Bielefeld, Magdeburgo, Münster, Gelsenkirchen (in westfalico Gelsenkiärken) e Braunschweig. Anche minoranze di altri paesi come la Danimarca e il Paraguay parlano il basso tedesco e alcune varianti dialettali sono presenti in Brasile e negli Stati Uniti.
Gli scrittori più importanti che hanno usato il basso tedesco sono Fritz Reuter e Klaus Groth.

## Suddivisione
- basso-tedesco meridionale (Südliches Niederdeutsch)
  - ostfalico (Ostfälisch)
  - westfalico (Westfälisch)
- basso-tedesco settentrionale (Nördliches Niederdeutsch)
  - basso sassone settentrionale (Nordniedersächsisch)
  - westniederdeutsch
  - brandeburghese (Brandenburgisch)
  - meclemburghese-pomerano occidentale  (Mecklenburgisch-Vorpommersch)
  - pomerano centrale (Mittelpommersch)
  - pomerano orientale (Ostpommersch)
  - basso-prussiano (Niederpreußisch)